# Filippo Buonaccorsi
Filippo Buonaccorsi, o Callimachus (in latino Philippus Callimachus Experiens, in polacco Filip Kallimach, nato Filippo Buonaccorsi) (San Gimignano, 2 maggio 1437 – Cracovia, 1º novembre 1496), è stato un umanista e scrittore italiano, naturalizzato polacco, appartenente alla corrente filosofica dell'Umanesimo.

## Biografia
Nato a San Gimignano (Toscana), studiò a Venezia e a Roma, dove, nel 1462, divenne il segretario del vescovo Bartolomeo Roverella. Nella città del Papa conobbe Pomponio Leto, uno dei più celebri umanisti italiani. Avendo preso parte ad un complotto per assassinare Papa Paolo II, nel 1468 decise di partire per la Polonia, per evitare la decapitazione. L'inviato del Papa, Alessandro Numai da Forlì, ne chiese invano la consegna alla Dieta di Petrikau.
Tra le molte accuse contro il Buonaccorsi, c'era quella di sodomia, confermata da certi suoi versi erotici, che erano stati rinvenuti a Segni, nel Lazio. In Polonia ottenne subito una tale fama che divenne il precettore dei figli di re Casimiro IV, per il quale fu anche diplomatico. Nel 1474 divenne segretario personale del Re, nel 1476 ambasciatore a Costantinopoli, oggi Turchia, e nel 1486 a Venezia. Nel 1492 il suo pupillo, il principe Giovanni Alberto, divenne Re di Polonia in seguito alla morte del padre. Per i pochi anni rimastigli da vivere, consigliò il nuovo Re, che, per ricordarlo degnamente, lo fece seppellire nella chiesa dei Domenicani di Cracovia e in sua memoria commissionò allo scultore tedesco Veit Stoss un rilievo in bronzo.